# Jorge Guedes
Jorge Procópio Ferreira Guedes, conhecido como Jorge Guedes (São Luiz Gonzaga, 13 de setembro de 1964), é um cantor e compositor de música nativista e missioneira, tendo colaborado com grandes nomes como Noel Guarany, Jayme Caetano Braun e Cenair Maicá. Considerado um dos melhores cantores do Rio Grande do Sul, Jorge Guedes tem se destacado como um importante divulgador da cultura missioneira, tanto em palcos nacionais quanto internacionais, além de ter participado de programas de grande visibilidade, como o Programa do Jô e Sr. Brasil com Rolando Boldrin. Em 2014, foi agraciado com o prêmio Vitor Mateus Teixeira, concedido pela Assembleia Legislativa do Rio Grande do Sul, na categoria de Melhor Compositor.

## Biografia
Jorge Guedes é o caçula de dez irmãos e cresceu em um ambiente onde a música sempre foi presente. Seu pai, Francisco da Silva Guedes (Chico Guedes), passava aos filhos o dom da música, tocando acordeão e influenciando a família com sua paixão pela arte sonora.
Durante a adolescência, Jorge, junto aos irmãos, começou a tocar e cantar em bailes, desenvolvendo uma grande afeição pela música missioneira. Influenciado por ícones como Noel Guarany, Cenair Maicá, Jayme Caetano Braun, Telmo de Lima Freitas e outros grandes artistas, Jorge nutria uma profunda admiração por esses nomes.
Na década de 1980, ele começou a se apresentar com o grupo Os Caranchos, permanecendo no conjunto por alguns anos. No final dessa mesma década, teve a oportunidade de conhecer o cantor e compositor Noel Guarany, com quem, junto de João Máximo, lançou o LP A Volta do Missioneiro, no qual interpretou sucessos como Roda que Roda e Na Baixada do Manduca.
Sempre fiel às suas raízes missioneiras, Jorge Guedes lançou seu primeiro álbum solo em 1989, o LP Terra Missioneira. O disco trouxe canções como Bagual de Corredor, Os Olhos de Minha Linda (parceria com Noel Guarany) e Milonga do Maragato (em parceria com João Sampaio), este último se tornando um dos seus maiores parceiros ao longo da carreira.
Em 1994, Jorge lançou o LP Paisagens de Fim de Tarde, trabalho que ganhou o prêmio de melhor capa do ano e trouxe novas canções de sucesso, como Lida de Costeiro (regravada por Os Serranos), Sentado sobre um Arreio (regravada por Porca Véia) e a interpretação do clássico gaúcho Entrando no m'bororé, de João Sampaio e Elton Saldanha.
Em 1997, Jorge Guedes lançou o CD Porque Será Che Guevara, um trabalho com forte conteúdo intelectual e apelo social, que faz parte do memorial de Che Guevara em Cuba. Além de prestar homenagem ao revolucionário argentino, o CD também inclui tributos a figuras como Raul Seixas, Atahualpa Yupanqui, Andrés Guazurary e Sepé Tiaraju.
Em 1999, ele lançou o CD De Boina e Alpargatas, no qual se destacaram as faixas Costeir, Aqui são Outros Quinhentos e Estampa Caudilha, uma regravação de uma das músicas do LP Paisagens de Fim de Tarde.

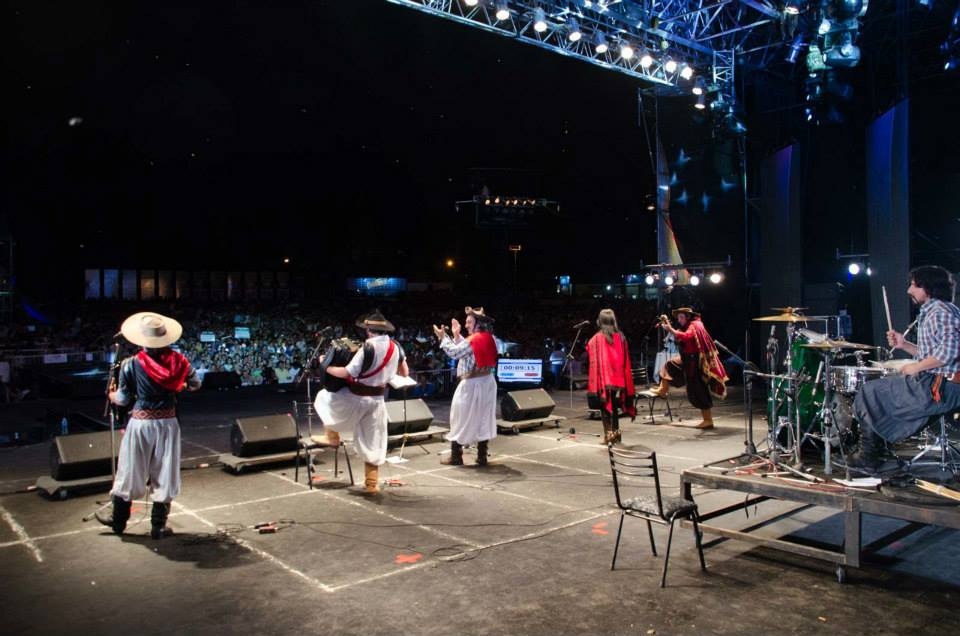
Em Corrientes Argentina no Festival de Chamamé (Jorge Guedes & Família), da esquerda para direita (Andresito Guarany, San Pedro De La Cordeona, Jorge Guedes, Anahy Guedes, Karaí Guedes e ao fundo Santiago Pacheco)

Em 2003, lança de forma independente um CD emblemático e de grande identidade cultural, Das Missões às Cordilheiras, tendo feito uma viagem até ao Peru, com o intuito de ter um embasamento maior sobre o resgate histórico do trabalho. Destacam-se as musicas Por uma Pátria de Todos, Pra Pastorejar a Pátria e Sepé Chorou, em parceria do poeta e apresentador Nico Fagundes.
De 2003 a 2013 não grava, mas, junto de sua família, participa de grandes espetáculos, como os 40 anos de morte de Che Guevara na Bolívia, Festival del Chamamé na Argentina, Encontro Internacional de Chamameceros  São Luiz Gonzaga, o Programa do Jô em São Paulo, Sr. Brasil com Rolando Boldrin , dentre outros.
Em 2013, lança ao lado de sua família seu mais recente trabalho, “Sem Tinta”, que retrata a vivência do homem de campo, em sua forma mais original. Deste trabalho, a música Nego Betão foi escolhida pela crítica gaúcha a melhor musica do ano, e posteriormente foi regravada pela dupla nativista César Oliveira & Rogério Melo e pelo conjunto Os Serranos, ambos com a parceria do autor Jorge Guedes. Além disso, destacam-se as músicas Sem Tinta, que dá nome ao CD, e Anjo e Flor, que retrata o romantismo gaúcho.

## Obra
O artista é comprometido com a cultura e a riqueza histórica missioneira e expõem em suas obras temas gaúchos, retratando o homem autentico desta região do país, como no trecho desta canção Nego Betão em parceria com João Sampaio.
| “ | Lá vem o Nego Betão que china e bala não popa, mais taura que um rei no trono chapéu tapeado na copa, abrindo o peito estrada a fora bem na culatra da tropa. | ” |

Nesta outra obra, pode se notar a complexidade e a maneira eclética com que Jorge Guedes rebate as diferenças sociais. Destaca-se também nesta canção a referencia ao cantor e compositor da Bahia, Raul Seixas, sendo esta também uma obra em parceria de João Sampaio.
| “ | Aos som de algumas em deixas,declarou em mais de um verso, cada um de nós é um universo o guru pop Raul Seixas, por isso ao hastear as queixas patéticas do meu chão, campeiros passando fome, piazada pedindo pão só sei cantar deste jeito, pois tenho uma chúria no peito que se chama coração. | ” |

## Discografia
- 1988 - A Volta do Missioneiro - (com Noel Guarany e João Maximo) Usa Discos
- 1989 - Terra Missioneira - Usa Discos
- 1994 - Paisagens de Fim de Tarde - Usa Discos
- 1997 - Porque será Che Guevara - Atração
- 1999 - De Boina e Alpargatas - Usa Discos
- 2003 - Das Missões às Cordilheiras - Independente
- 2013 - Sem Tinta - Acit